# Tõusi
Tõusi är en ort i Estland. Den ligger i Varbla kommun och landskapet Pärnumaa, i den västra delen av landet, 120 km sydväst om huvudstaden Tallinn. Tõusi ligger 28 meter över havet och antalet invånare är 129.
Terrängen runt Tõusi är platt. Runt Tõusi är det mycket glesbefolkat, med 3 invånare per kvadratkilometer. Närmaste större samhälle är Risti, 5,5 km norr om Tõusi. I omgivningarna runt Tõusi växer i huvudsak blandskog.